# Dedilhação
Siririca (português brasileiro) ou dedilhação (português europeu), da língua inglesa fingering, é o uso de dedos ou mãos para estimular sexualmente a vulva, o clitóris, a vagina ou o ânus. Pode ser feita para excitação sexual ou preliminares, masturbação mútua ou constituir a relação sexual inteira. É análoga a uma masturbação  masculina (a estimulação manual do pénis), e pode ser usada como atividade sexual penetrativa ou não penetrativa.

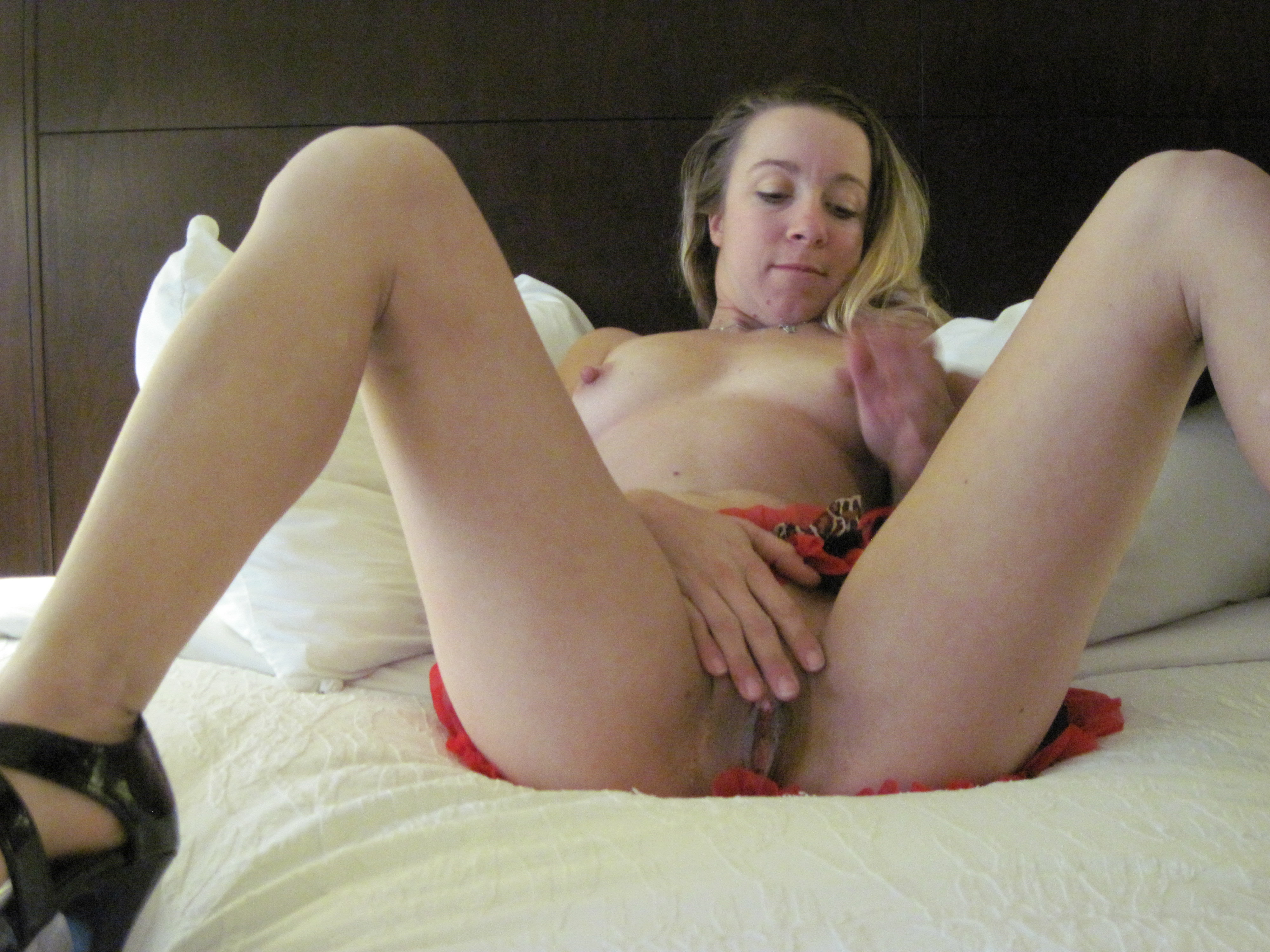
Siririca genital na cama

Siririca vaginal é legalmente e medicamente chamada de penetração digital ou penetração digital da vagina, e pode envolver um ou mais dedos.

## Etimologia
O termo "siririca" tem origem na língua tupi antiga por meio da palavra syryryk, que significa "esfregar-se".

## Siririca genital

### Fora da vagina
A massagem da vulva, e em particular do clitóris, é a maneira mais comum para uma mulher atingir um orgasmo. A glande ou o eixo do clitóris podem ser massageados, geralmente através da pele do capuz do clitóris, usando movimentos ascendentes e descendentes, de lado a lado ou circulares. O restante dos genitais também são estimulados pela siririca.

### Dentro da vagina

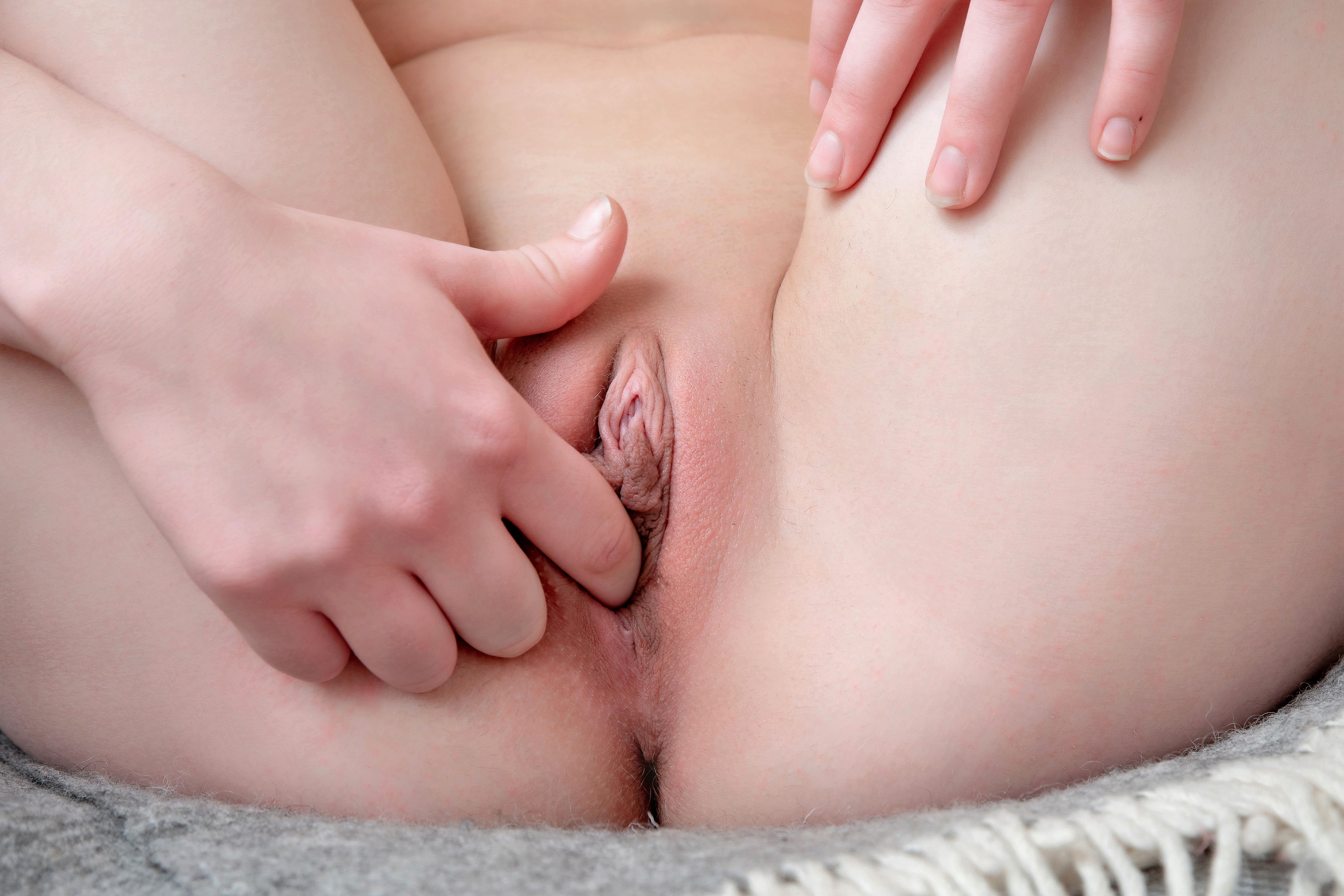
Estimulação dentro da vagina

Siririca dentro da vagina é muitas vezes realizada em um esforço para estimular o ponto G. O ponto G está localizado a cerca de 5 cm da parede anterior da vagina, para frente em direção ao umbigo. É descrito como sendo reconhecido por suas cristas e textura ligeiramente mais áspera em comparação com as paredes da cavidade vaginal em torno dele. A estimulação deste ponto e da glândula de Skene é comumente citada como um método que pode levar à ejaculação feminina. Paralelos são feitos com a estimulação da próstata pelo ânus.